# Adri Castro
Adrián Castro Mesa (Cambre, La Coruña, 12 de octubre de 1998), también conocido como Adri Castro, es un futbolista español. Juega en la demarcación de delantero centro y su equipo actual es la SD Formentera.

## Trayectoria
Se formó en el Ural CF y en las categorías inferiores del Deportivo de La Coruña desde alevines. Entre 2017 y 2019 jugó cedido en el Laracha CF, equipo vinculado al club coruñés. En la temporada 2018-19 también disputó 7 partidos con el Deportivo Fabril (segundo equipo del Deportivo de La Coruña)
En agosto de 2019 llegó cedido al Ourense CF. En el equipo orensano anotó 11 goles en los 27 partidos de la fase regular disputados antes de la suspensión de la competición por la pandemia de coronavirus. También marcó un gol en la final de la promoción de ascenso a Segunda B perdida contra la SD Compostela.
En julio de 2020 vuelve al Deportivo Fabril. El canterano alterna convocatorias con el filial y con el primer equipo. El 10 de enero de 2021 se produce su debut con el Deportivo de La Coruña en Segunda B, en la derrota contra el Zamora CF (1-0) en el Estadio Ruta de la Plata. Finalmente, el 8 de marzo renueva contrato por 2 años más (incluyendo uno opcional) con el equipo gallego y ya con ficha para el primer equipo. 
En julio de 2021 se marcha cedido por una temporada al CD Arenteiro.

### Selección gallega
En marzo de 2020 se proclamó con la selección gallega campeón de la fase estatal de la Copa de las Regiones de la UEFA en Las Rozas, venciendo en la final a Andalucía y siendo el máximo anotador del equipo gallego.

## Estadísticas
Actualizado a 27 de mayo de 2021.
| Club                         | División | Temporada | Partidos jugados | Goles |
| ---------------------------- | -------- | --------- | ---------------- | ----- |
| Laracha CF · España          | 3.ª      | 2017-18   | 39               | 6     |
| Laracha CF · España          | 3.ª      | 2018-19   | 24               | 8     |
| RC Deportivo Fabril · España | 2ªB      | 2018-19   | 7                | 0     |
| Ourense CF · España          | 3.ª      | 2019-20   | 27               | 11    |
| RC Deportivo Fabril · España | 3.ª      | 2020-21   | 17               | 9     |
| RC Deportivo · España        | 2ªB      | 2020-21   | 7                | 1     |
| CD Arenteiro · España        | 2ª RFEF  | 2021-22   | 0                | 0     |